# هوکوشین ایتو-ریو

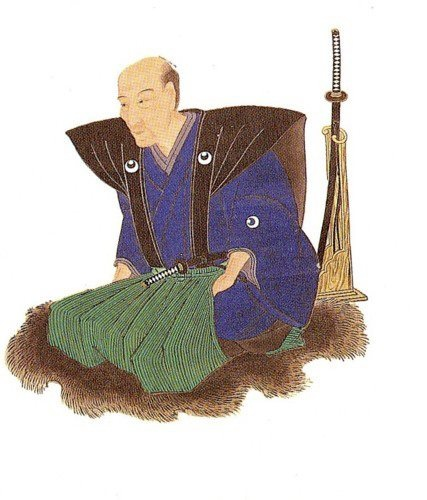
چیبا شوساکو ناریماسا

هوکوشین ایتو-ریو (به ژاپنی: 北辰一刀流兵法 Hokushin Ittō-ryū) نوعی کوبودو (هنرهای رزمی ژاپنی) بود که توسط چیبا شوساکو ناریماسا بنیان‌گذاری شد. وی یکی از آخرین استادان شمشیرزنی بود که به عنوان شمشیر مقدس شناخته می‌شدند.